# 破られた約束
破られた約束(スロバキア語: Nedodržaný sľub) は、2009年にスロバキア・チェコ・アメリカの合作で作られた伝記映画。スロバキアで平和に暮らしていたユダヤ人達が、ナチス・ドイツの支援によって政権の座についたスロバキア人ファシストによって絶滅収容所へ送られる中、移送を逃れてパルチザンとして戦い生き延びた、ユダヤ人少年マルティン・フリードマンの運命を描く、第二次世界大戦中の実話をもとにした映画である。

## 配役
- 主人公 マルティン・フリードマン - サミュエル・スピシャーク
- マルティンの父 - オンドゥルセイ・ヴェッチー
- マルティンの母 - イナ・ゴガロヴァー
- マルティンの兄 モーリツ・フリードマン - ルボミア・ブコヴィー
- マルティンの兄 ヴィロ・フリードマン - ペーター・オズリーク
- マルティンの兄 アレックス・フリードマン - ダニエル・フィッシャー
- マルティンの兄 シュムエル・フリードマン - ノーマン・シャロ
- マルティンの弟 デゾ・フリードマン - ダーヴィド・ハルトル
- ヘルマン - ヤクブ・スピシャク
- マルティンの妹 ラヘル - ズザナ・ポルビャコヴァ
- 義兄のエマヌエル - ペーター・コチャン
- サッカー仲間で友人のフレッド・マーラー - ジュライ・サディレク
- ヨゼフ・ティソ神父、後にスロバキア大統領 - ウラジミール・シュミチコ
- 靴職人フェルドマン - イワン・ロマンシカ
- ルドルフ神父 - ブラニスラフ・バチョ
- 労働キャンプのユダヤ人医師フェール - ヴラド・チェルニー
- 療養所のユダヤ人医師コラー - パベル・クジジュ
- ジョセフィーナ - エヴァ・ケレケソーヴァ

## 受賞・ノミネート歴
- 2009年のロサンゼルス・ユダヤ人映画祭で長編映画部門の最優秀賞を受賞[2] 。

- スロバキアが第82回アカデミー賞のアカデミー賞外国語映画賞に出品[3]。

- 2010年の Sun in the Net Awards 2010 で9部門にノミネートされ、ミハエル・ノヴィンスキーが担当した音楽が映画音楽賞を受賞[4]。

## あらすじ
物語は第二次世界大戦の直前の1938年から戦後すぐの1945年の時期。
マルティン・フリードマンは、バノフツェ・ナド・ベブラヴウに暮らすユダヤ人大家族の中で育ち、サッカーの練習に励み、練習の後はヨゼフ・ティソ神父のキリスト教会の鐘を鳴らしに行き キッパぐらい脱ぐように怒られたりしながらも、のびのびと暮らしていた。しかし、ナチス・ドイツの支援によって成立した スロバキア共和国と第二次世界大戦、その後のユダヤ人迫害が彼と家族の人生に影を落としてくるのだが、弟デゾが切手蒐集帳に収めているスロバキアの未使用通常切手シートは大統領になったヨゼフ・ティソの肖像で埋めつくされ、使用済み切手のページはヒトラーの肖像が描かれた通常切手ばかりで、自分を殺すことになる人物の肖像切手を集める集める無邪気さに、まだ最悪の事態を予想してない家族の心情が暗示される。
ファシストによるユダヤ人迫害に危機感を持ったモーリツが、一族みんなでパレスチナへ逃れようと父を説得するが、父は同意しない。そうした状況のもとで、マルティンは友人フレッドからの手紙をきっかけに、セレディの労働キャンプに志願するが、想像していたのとは違いキャンプは絶滅収容所への移送の中継地の役割を果たしていた。子供のころからのサッカーの腕を買われて収容所移送は免れるものの、気がかりな家族の安否を確かめるために、桑の葉を摘む野外作業を抜けだして家まで戻ると他の家族が強制収容所に移送されたことを知る。
その後、彼は重度の肺炎にかかるが、キャンプの医師に救われ療養所に送られる。それ以来、彼は自分がユダヤ人であることを隠し続ける。退院させられたあとキャンプに戻らなくて済むように、療養所で知り合った修道士に頼み込んで、彼の所属する修道院で労働者として働かせてもらうことになった。
戦争の終わりが近づくと、修道院を出てポプラドのレジスタンスと接触し、マルティン・ペトラシェクという名でパルチザンに参加したが、そこでさえも反ユダヤ主義の兆候に遭遇しながらも、スロバキア民衆蜂起に積極的に参加し、その間ズヴォレンを拠点に活動する。蜂起軍の敗北後、彼は他のパルチザンと共に山中に退却し、そこで戦い、戦争が終わるまでなんとか生き残ることができる。
故郷に戻ったマルティンの実家は、戦争中に市役所に接収され他人に売り渡されていた。その住人に、家を返して欲しいわけではない、屋根裏部屋に入らせてもらいたいと言い、木箱をあけ中にあった家族との思い出の写真に見入り涙を流す。
結局、両親と兄1人、弟、妹と子供、義兄、友人達はアウシュビッツで殺されていた。
ナチス・ドイツに支えられて神父からスロバキア大統領になっていたヨゼフ・ティソは、1947年に反逆罪で絞首刑になる。
マルティンと兄のヴィロはイスラエルに移住し、1939年に父の反対を押し切って移住していた兄のモーリツにハイファで出迎えられる。
映画の最後のシーンでは、マルティン・フリードマンのモデル、マルティン・ペトラシェクが現代のブラチスラヴァ城の前に立っている。
バノフツェに住んでいた450人以上のユダヤ人が収容所で死に、9万人のユダヤ系スロバキア人で生き延びたのは5分の1だった。

## 参照
- アカデミー国際長編映画賞へのスロバキア出品リスト

- 第82回アカデミー賞最優秀外国語映画賞への応募リスト